# بيركينهيد (دائرة انتخابية في المملكة المتحدة)
بيركينهيد (بالإنجليزية: Birkenhead)‏ هي إحدى الدوائر الانتخابية في المملكة المتحدة الممثلة في مجلس العموم في برلمان المملكة المتحدة.
عضو البرلمان الذي يمثلها حالياً هو :Rt Hon Frank Field (Lab).